# 安岚高速公路
安康至岚皋高速公路，简称安岚高速，连接陕西安康至岚皋的一条高速公路，是中国国家高速公路网银百高速公路（G69）的重要组成路段，也是陕西省“2367”高速公路网十八条联络线之一的“安岚线”。

## 工程规模
路线起点位于安康市汉滨区建民镇忠诚村，接十天高速公路（G7011），终点位于岚皋县大巴山隧道中的省界处，与重庆市开县至城口高速公路相接，项目计划工期5年。全长88.554公里，采用双向四车道高速公路标准建设，全线设互通式立交5处，服务区2处（汉滨南、岚皋），匝道收费站4处，养护工区2处，隧道管理站2处，批复概算投资156.86亿元人民币。共设桥梁41484米/72座，隧道38362米/31座，桥隧比达到90%。全线分两期建设：
一期：安康至岚皋段，概算投资83.33亿元人民币。全长47.414公里，设计速度100公里/小时，路基宽度26.0米。于2018年10月全面开工建设，于2020年11月27日完成建设，12月23日正式通车。
二期：岚皋至陕渝界段，概算投资73.53亿元人民币。全长41.140‬公里，设计速度80公里/小时，路基宽度25.5米。目前正在建设中，计划2023年建成通车。

## 沿线设施列表
| 地区                                                                                         | 里程   | 类型                              | 名称         | 连接            | 说明 |
| -------------------------------------------------------------------------------------------- | ------ | --------------------------------- | ------------ | --------------- | ---- |
| 安康市 汉滨区                                                                                | 0.000  | 枢纽 · 主线出入口                 | 安康西枢纽   | 十天高速        |      |
| 安康市 汉滨区                                                                                |        | 隧道                              | 罗家湾隧道   | 罗家湾隧道      |      |
| 安康市 汉滨区                                                                                | 2.800  | 出入口                            | 安康南       | Y102            |      |
| 安康市 汉滨区                                                                                |        | 隧道                              | 月亮湾隧道   | 月亮湾隧道      |      |
| 安康市 汉滨区                                                                                | 13.100 | 停车场 · 加油设施 · 修车站 · 餐厅 | 汉滨南服务区 | 汉滨南服务区    |      |
| 安康市 汉滨区                                                                                |        | 隧道                              | 谢家坡隧道   | 谢家坡隧道      |      |
| 安康市 汉滨区                                                                                |        | 隧道                              | 药王庙隧道   | 药王庙隧道      |      |
| 安康市 汉滨区                                                                                |        | 隧道                              | 中河隧道     | 中河隧道        |      |
| 安康市 汉滨区                                                                                |        | 隧道                              | 跷溪河隧道   | 跷溪河隧道      |      |
| 安康市 汉滨区                                                                                | 26.284 | 出入口                            | 双龙         | 香坪路          |      |
| 县界                                                                                         |        | 隧道                              | 何家寨隧道   | 何家寨隧道      |      |
| 安康市 岚皋县                                                                                |        | 隧道                              | 花坝隧道     | 花坝隧道        |      |
| 安康市 岚皋县                                                                                |        | 隧道                              | 长春隧道     | 长春隧道        |      |
| 安康市 岚皋县                                                                                | 47.620 | 出入口                            | 岚皋         | 211国道 541国道 |      |
| 陕渝界                                                                                       |        | 隧道                              | 大巴山隧道   | 城开高速        |      |
| 1.000 英里 = 1.609 千米；1.000 千米 = 0.621 英里 并行路段 • 已关闭／取消 • 限制进入 • 未开放 |        |                                   |              |                 |      |